# Björkome
Björkome är en by i Väskinde socken i Gotlands kommun i Gotlands län belägen strax söder om Väskinde, ungefär 7 km nordöst om Visby.
SCB avgränsade bebyggelse i och omkring byn till en småort 1990 (namnsatt till Björkume), då med 51 invånare över 12 hektar. Till nästa revidering, år 1995, hade befolkningen sjunkit under 50 personer och orten räknas inte längre som småort.